# Сторчевое
Сторчево́е (укр. Сторчове́) — село,
Сторчевский сельский совет,
Новониколаевский район,
Запорожская область,
Украина.
Код КОАТУУ — 2323686201. Население по переписи 2001 года составляло 268 человек.
Является административным центром Сторчевского сельского совета, в который, кроме того, входят сёла
Берестовое,
Богдановка и
Ивановское.

## Географическое положение
Село Сторчевое находится на расстоянии в 1 км от села Ивановское и в 2-х км от сёл Берестовое, Каштановка и Богдановка.
По селу протекает пересыхающий ручей с запрудой.

## История
- 1922 год (по другим данным 1921 год) — дата основания как село Верхне-Сторчеве.
- В 1965 году переименовано в село Сторчевое.

## Экономика
- «Терса-Агро», ООО.

## Объекты социальной сферы
- Школа.
- Дом культуры с дискотекой для детей.
- Фельдшерско-акушерский пункт.

## Достопримечательности
- Братская могила советских воинов.